# Église Saint-Joseph d'Annemasse
L'église Saint-Joseph d'Annemasse, est une église catholique française, située dans le département de la Haute-Savoie, dans la commune d'Annemasse.

## Localisation
L'église appartient à la paroisse d'Annemasse - Saint-Benoît des Nations. 

## Historique
L'édification de l'église Saint-Joseph débute en 1941. Celui-ci est réalisé dans un style néoroman selon les plans de 1937 l'architecte bénédictin Dom Paul Bellot,, ainsi que de l'architecte François Bérenger. L'ouvrage est terminé en 1946.

## Décoration
L'ouvrage est réalisé en en béton armé.
Les vitraux sont de Jean Bertholle (1963).
Le sculpteur savoyard Jean Constant-Demaison réalise l'une de ses dernières œuvres avec le chemin de croix (1985).
La décoration du chœur et des absidioles est due aux artistes français Philippe Kaeppelin et Jean-François Ferraton (1999).

## Galerie

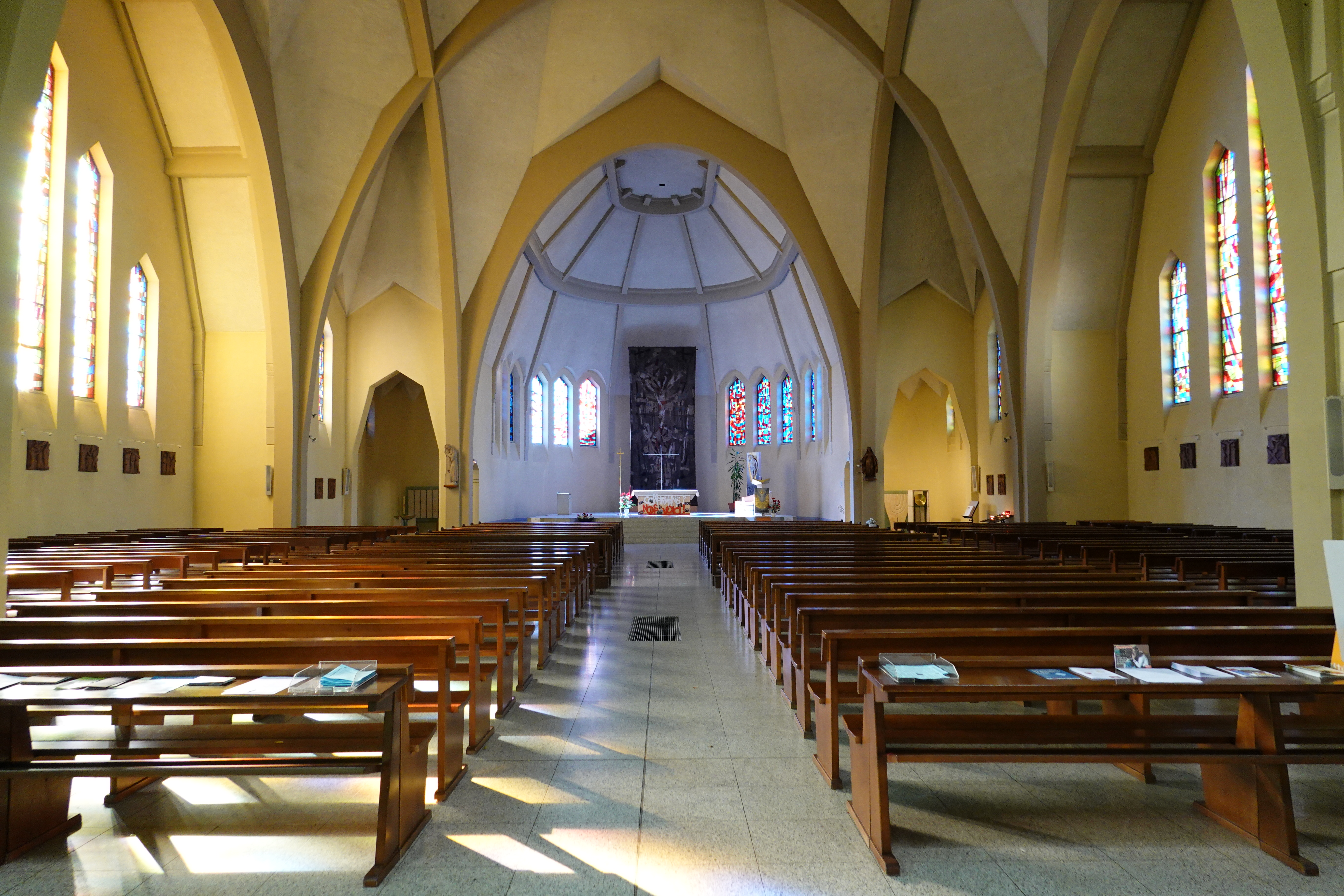
Intérieur.
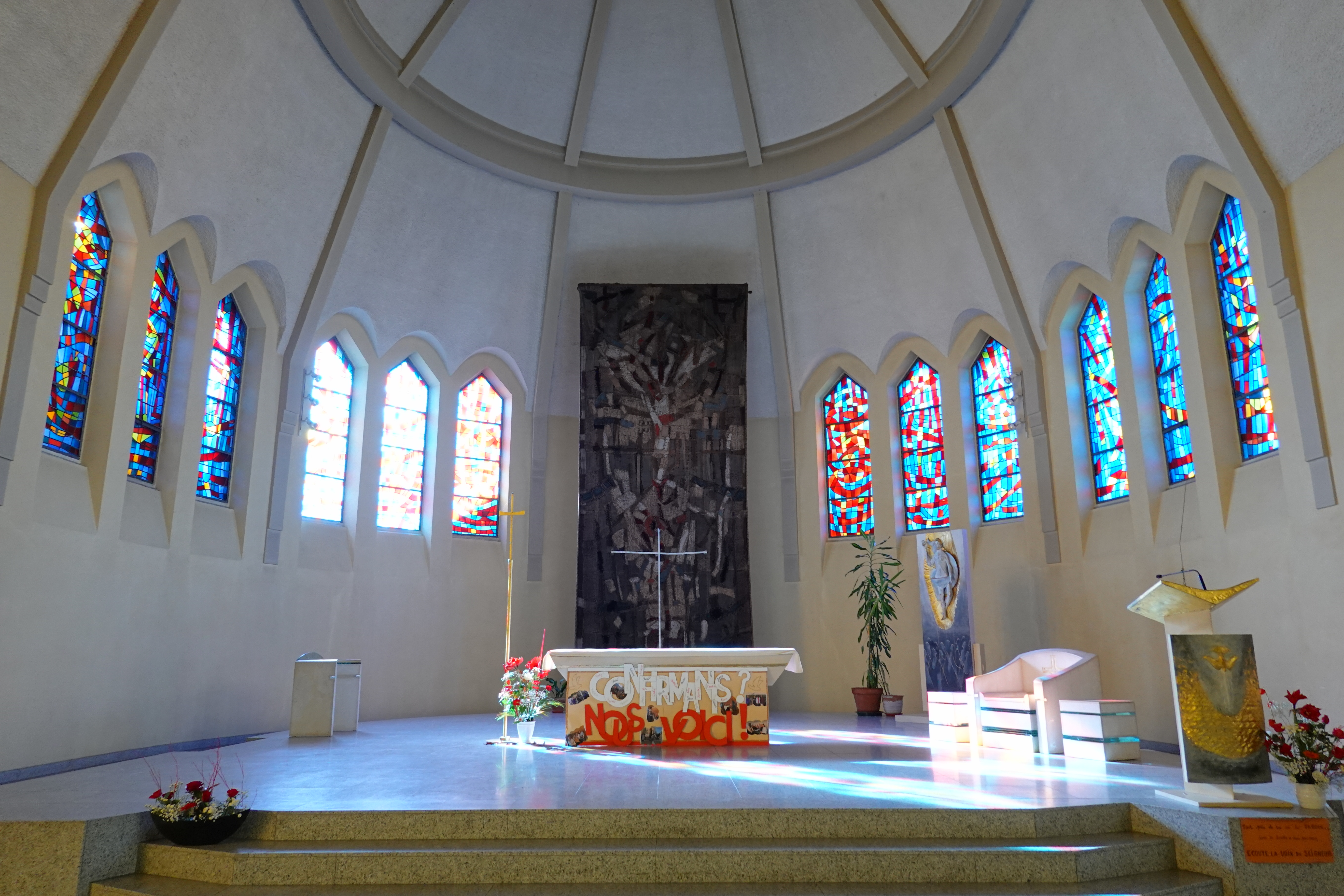
Autel.
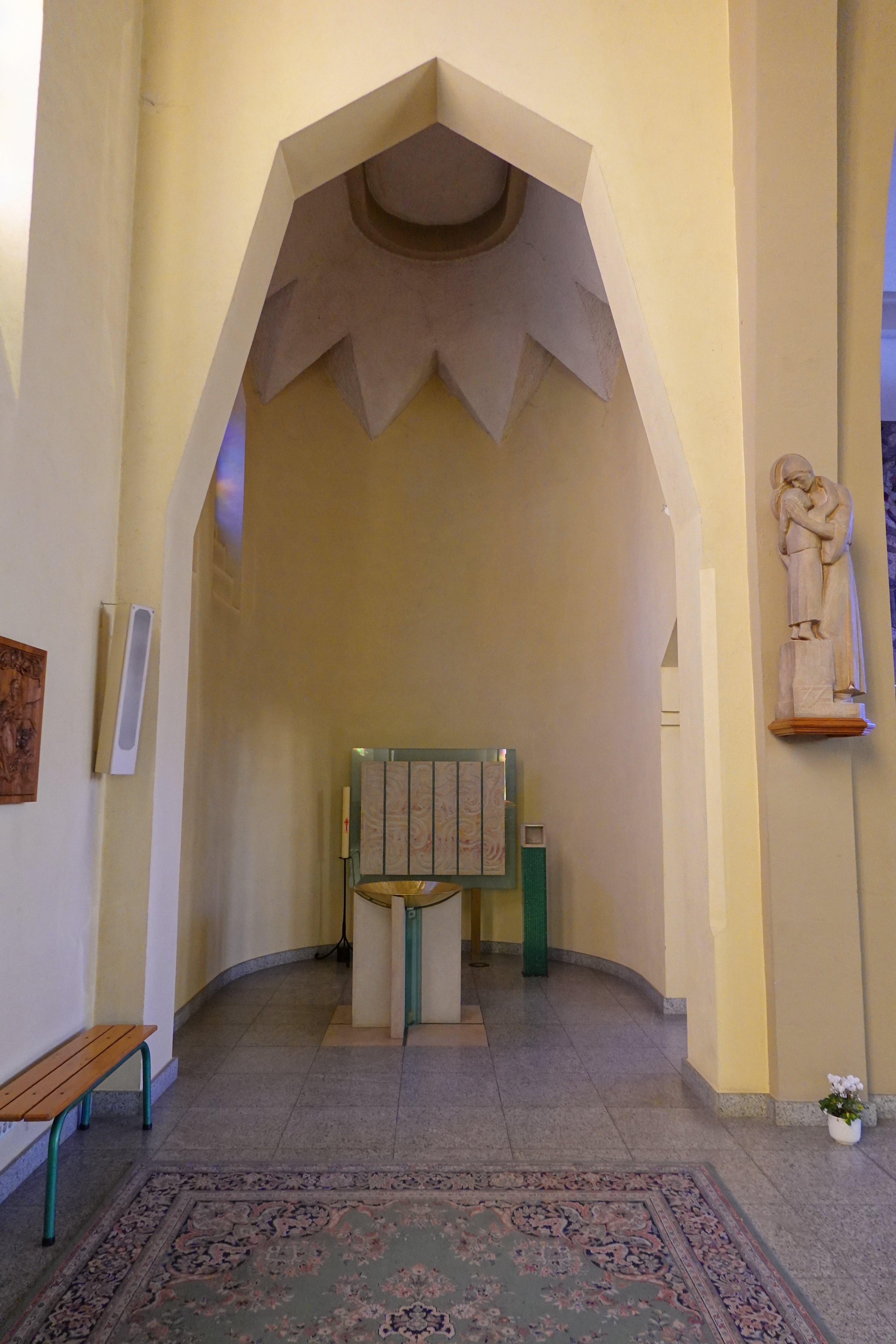
Fonts baptismaux.
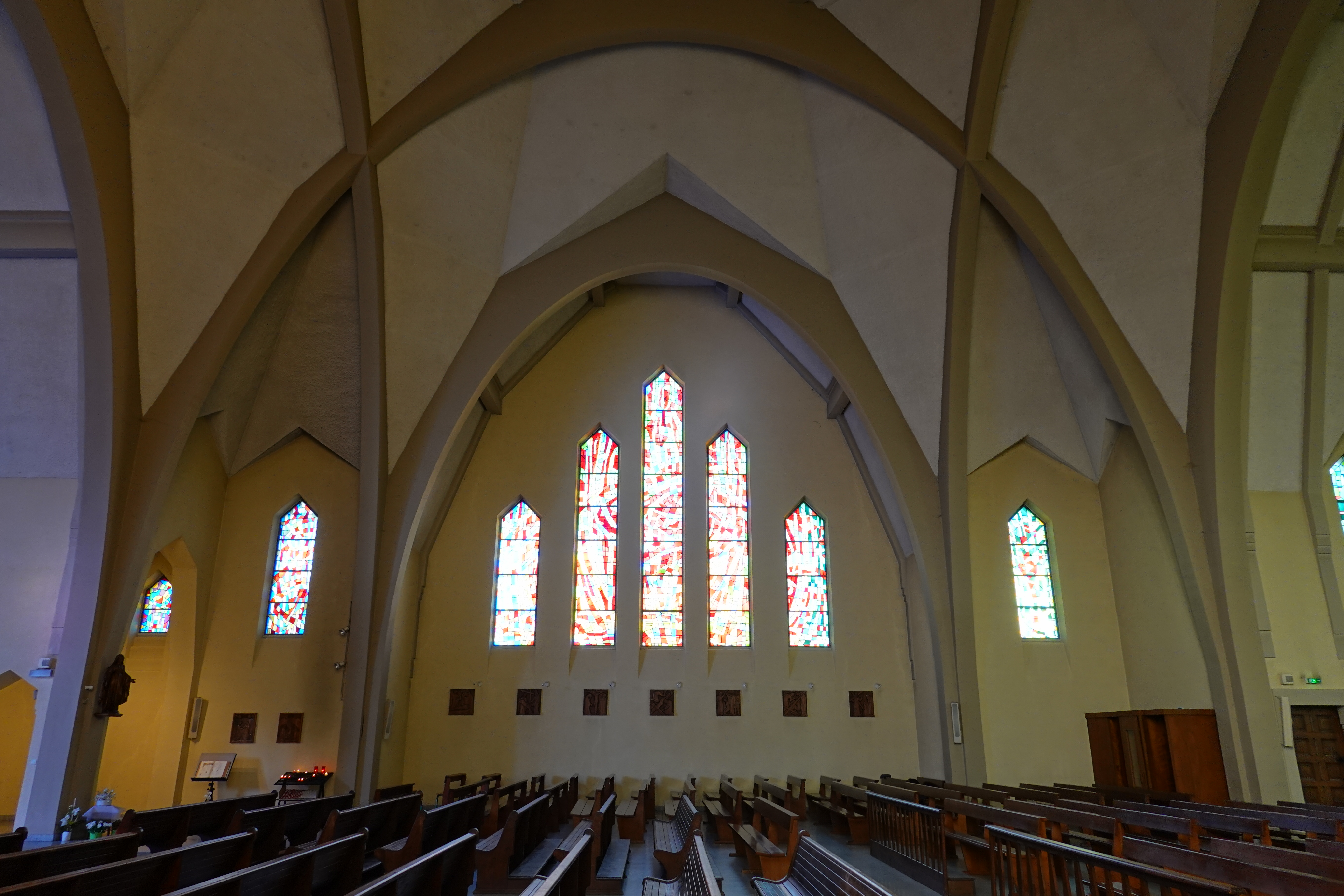
Vitraux.
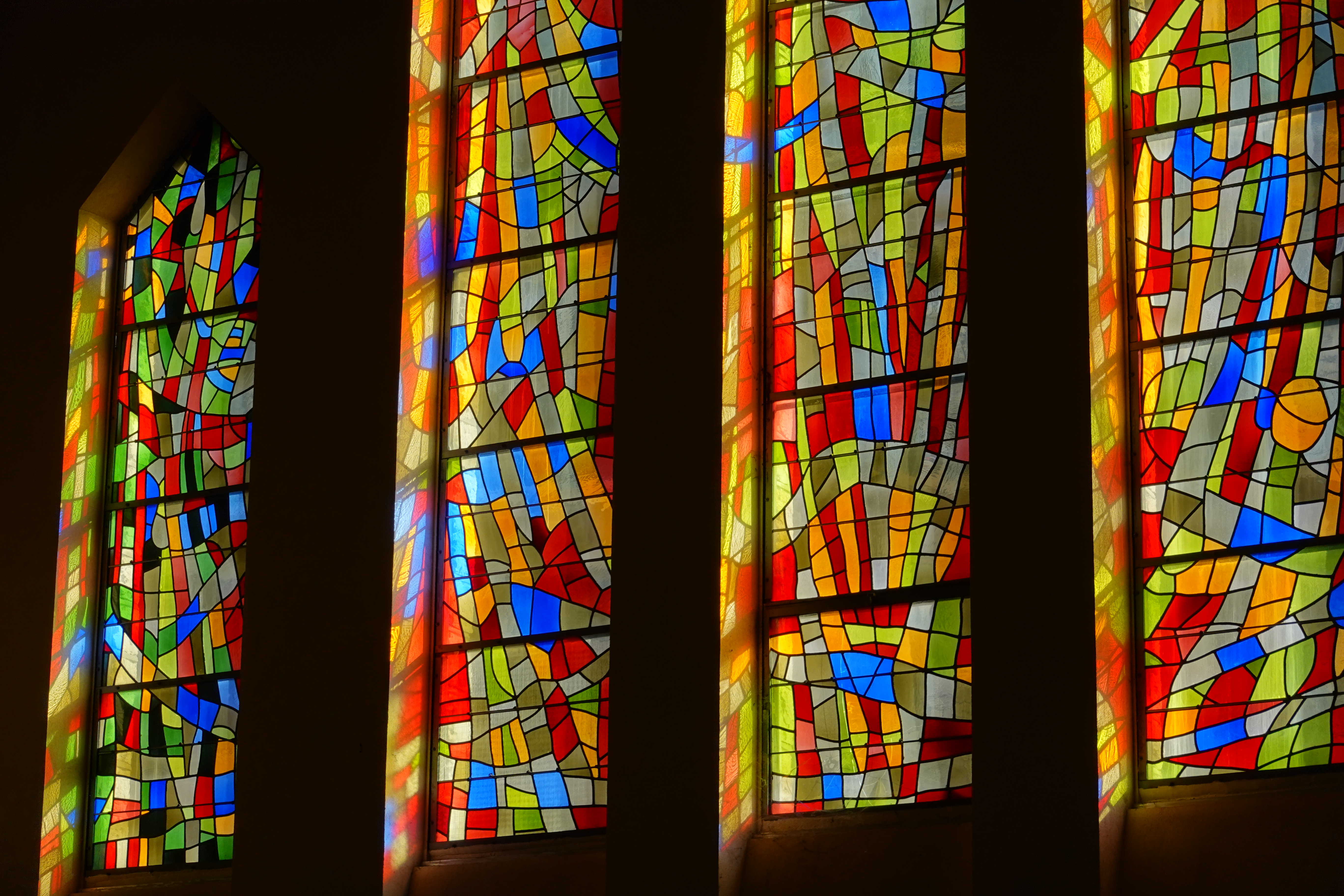
Vitraux (détail).
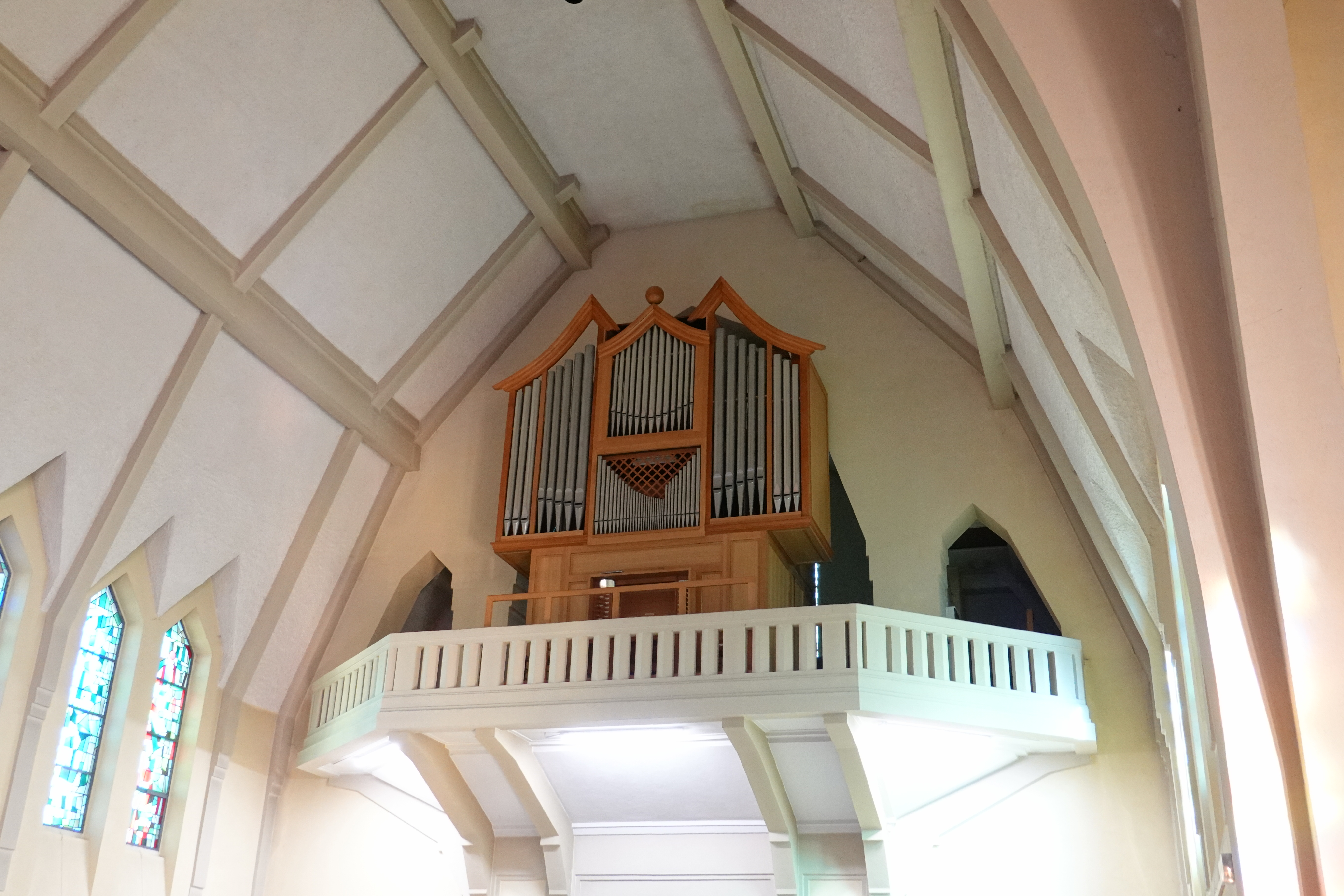
Orgue.
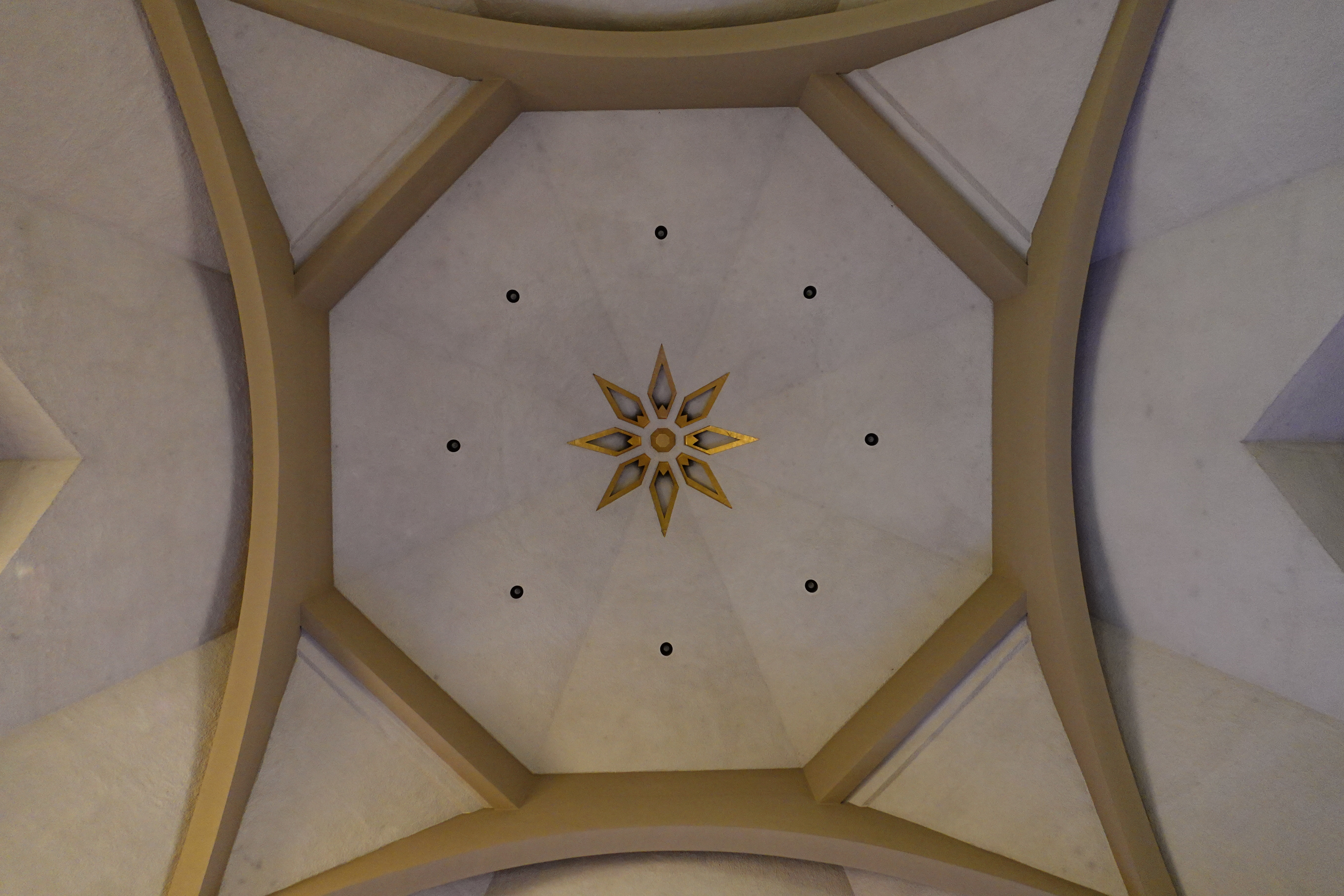
Dome.
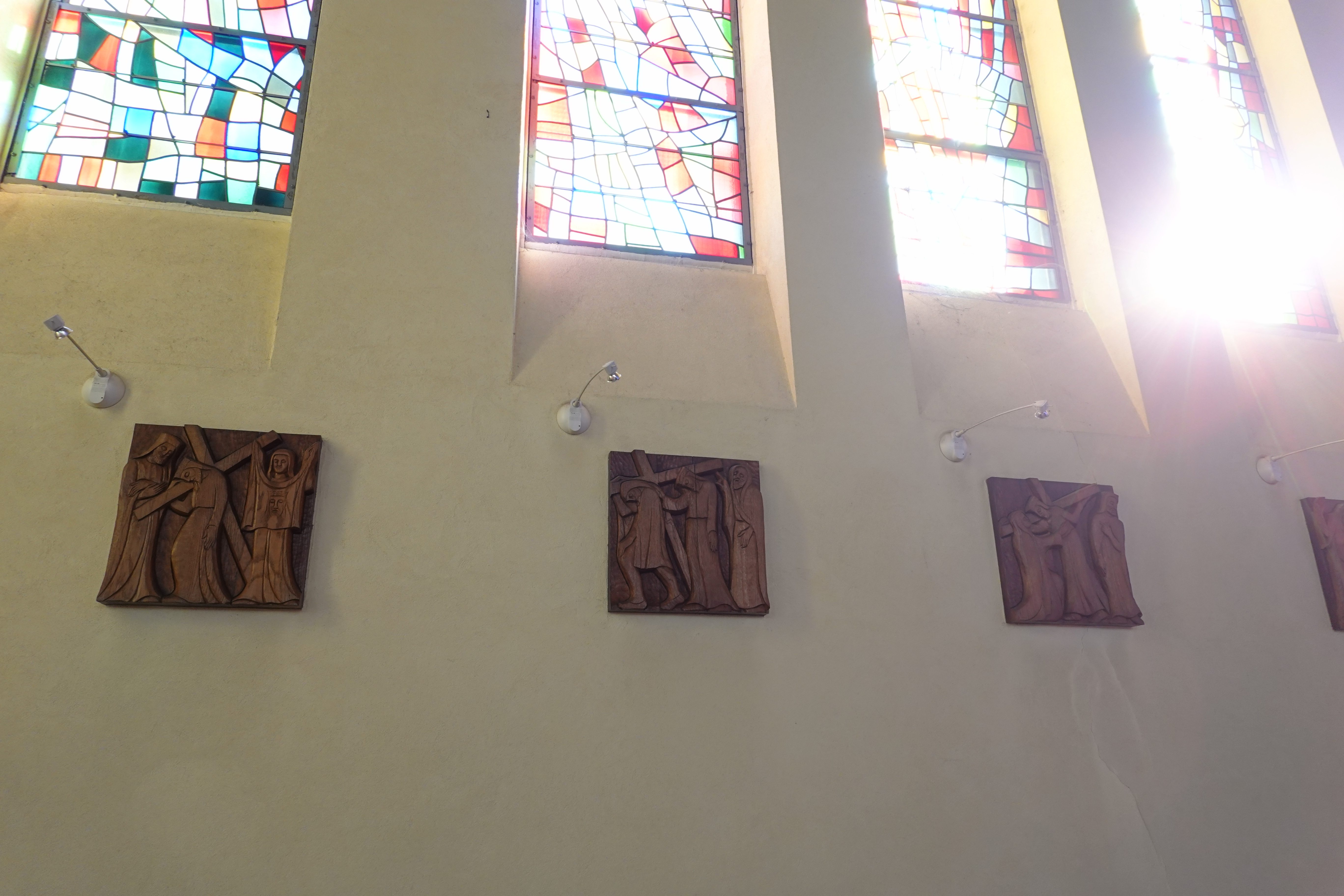
Chemin de croix par Jean Constant Demaison.